# سيلاس بريان
سيلاس بريان (بالإنجليزية: Silas Bryan) (و. 1822 – 1880 م) هو سياسي، دبلوماسي من الولايات المتحدة الأمريكية ولد في مقاطعة كلبيبر.